# Депо (зупинний пункт, Одеська залізниця)
Депо́ — залізничний пасажирський зупинний пункт Херсонської дирекції Одеської залізниці на перетині ліній Снігурівка — Миколаїв та Долинська — Миколаїв між станціями Горохівка (7 км) та Миколаїв (3 км). Розташований на сході Миколаєва (місцевість Кульбакине), в Інгульському районі. Поруч розташоване локомотивне депо «Миколаїв», військовий аеродром «Кульбакине» Миколаївського спеціалізованого центру бойової підготовки авіаційних фахівців Збройних сил України та 299-ї бригади тактичної авіації, завод металоконструкцій «ВіДзев», Миколаївський трансформаторний завод.

## Пасажирське сполучення
На платформі Депо зупиняються приміські поїзди сполученням Миколаїв-Вантажний — Долинська / Тимкове та Миколаїв-Вантажний — Біла Криниця.